# Owenduff/Nephin Complex SPA
Owenduff/Nephin Complex SPA este o arie protejată (arie de protecție specială avifaunistică — SPA) din Irlanda întinsă pe o suprafață de 25.692,83 ha, integral pe uscat.

## Localizare
Centrul sitului Owenduff/Nephin Complex SPA este situat la coordonatele 54°01′02″N 9°41′59″W / 54.017139°N 9.699833°V.

## Înființare
Situl Owenduff/Nephin Complex SPA a fost declarat arie de protecție specială avifaunistică în octombrie 1996 pentru a proteja 4 specii de animale.

## Biodiversitate
Situată în ecoregiunea atlantică, aria protejată nu include niciun habitat protejat.
La baza desemnării sitului se află mai multe specii protejate de  păsări (4): Anser albifrons flavirostris, șoim de iarnă (Falco columbarius), șoim călător (Falco peregrinus), ploier auriu (Pluvialis apricaria).
Pe lângă speciile protejate, pe teritoriul sitului au mai fost identificate 2 specii de plante, 1 specie de păsări, 1 specie de amfibieni, 1 specie de mamifere.